# Barragem de Zambujo
A Barragem de Zambujo, construída sobre o leito da ribeira do Zambujo, localiza-se no Município de Alter do Chão, no Distrito de Portalegre, em Portugal. A barragem foi projectada em 1989 e entrou em funcionamento em 1994.

## Barragem
É uma barragem de aterro (terra homogénea). Possui uma altura de 24 m acima da fundação (12 m acima do terreno natural) e um comprimento de coroamento de 209,5 m (largura 4 m). O volume da barragem é de 73.200 m³. Possui uma capacidade de descarga máxima de 1,75 (descarga de fundo) + 13,25 (descarregador de cheias) m³/s.

## Albufeira
A albufeira da barragem apresenta uma superfície inundável ao NPA (Nível Pleno de Armazenamento) de 0,37 km² e tem uma capacidade total de 1,25 Mio. m³ (capacidade útil de 1,229 Mio. m³). As cotas de água na albufeira são: NPA de 197,2 metros, NMC (Nível Máximo de Cheia) de 197,92 metros e NME (Nível Mínimo de Exploração) de 190 metros.